# Riserva naturale orientata Saline di Trapani e Paceco

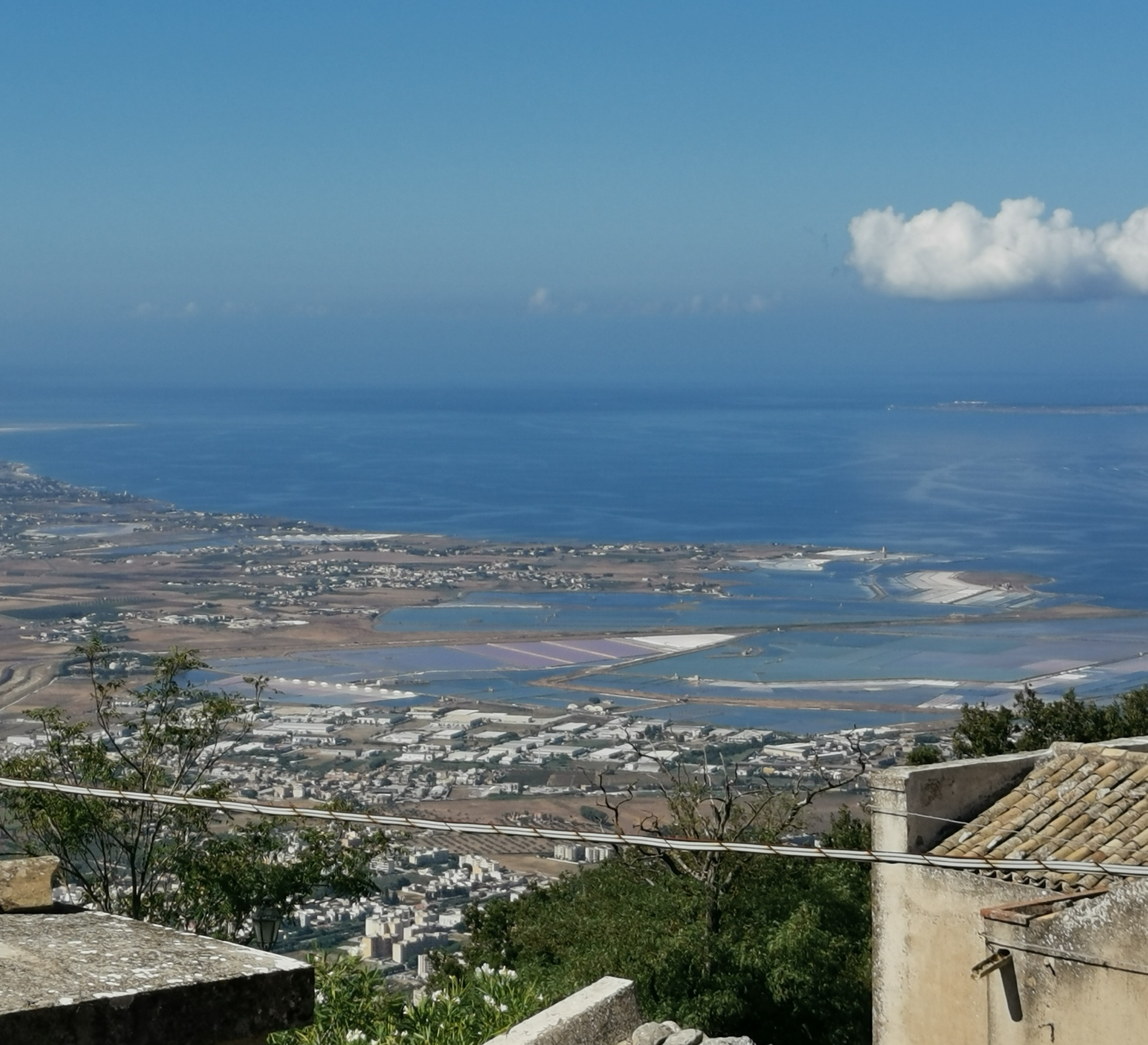
Überblick der Salinen von Erice aus.

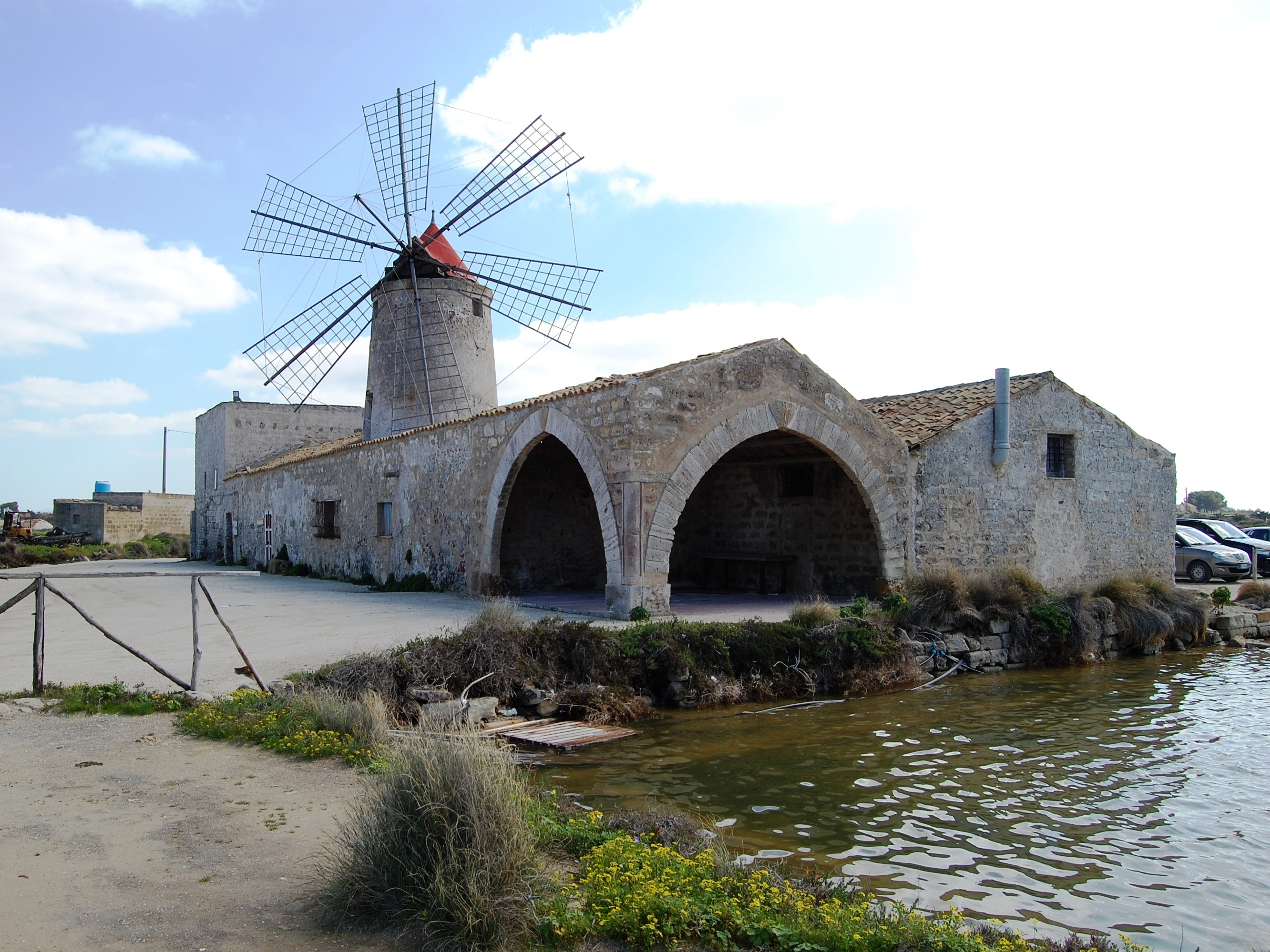
Salinenmuseum

Das Naturreservat Salinen von Trapani und Paceco (ital. Riserva naturale orientata Saline di Trapani e Paceco, früher Riserva naturale integrale Saline di Trapani e Paceco) ist ein Naturreservat im Freien Gemeindekonsortium Trapani zwischen den Orten Trapani und Paceco an der Westküste Siziliens. Es wurde 1995 gegründet und im Rahmen der Ramsar-Konvention dem WWF Italien anvertraut. Es umfasst eine Fläche von 987 ha und besteht aus zwei Zonen. Neben einer bemerkenswerten mediterranen Flora und Fauna befindet sich hier ein Salinenmuseum in einer alten Salzmühle.

## Flora und Fauna
Dieses Naturreservat ist die Heimat vieler endemischer Pflanzenarten. Die an die Salzmarschen und die hohen Salzkonzentrationen angepasste Halophytenflora ist durch einige der seltensten Pflanzen Siziliens, wie die Meeresstrand-Ringelblume (Calendula maritima), Strauch-Strandflieder (Limoniastrum monopetalum), Malteserschwamm (Cynomorium coccineum) oder Limonium densiflorum vertreten.
An seltenen Tierarten findet man den Fischadler, den Wanderfalken, den Gemalten Scheibenzüngler (Discoglossus pictus) sowie die Insektentaxa Bucherillo littoralis, Stenoniscus carinatus, Pterolepis elymica, Cicindela circumdata imperialis, Cicindela littorea goudati, Teia dubia und Aphanius fasciatus.

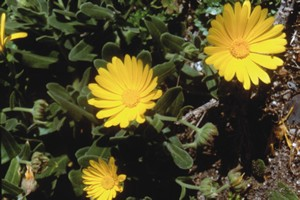
Die sehr seltene Meeresstrand-Ringelblume ist im Reservat endemisch

Die Salinen sind der letzte Rastplatz für viele europäische Zugvögel, bevor sie über die Straße von Sizilien ihren Weiterflug nach Afrika antreten. Insgesamt hat man hier 170 Vogelarten gezählt.

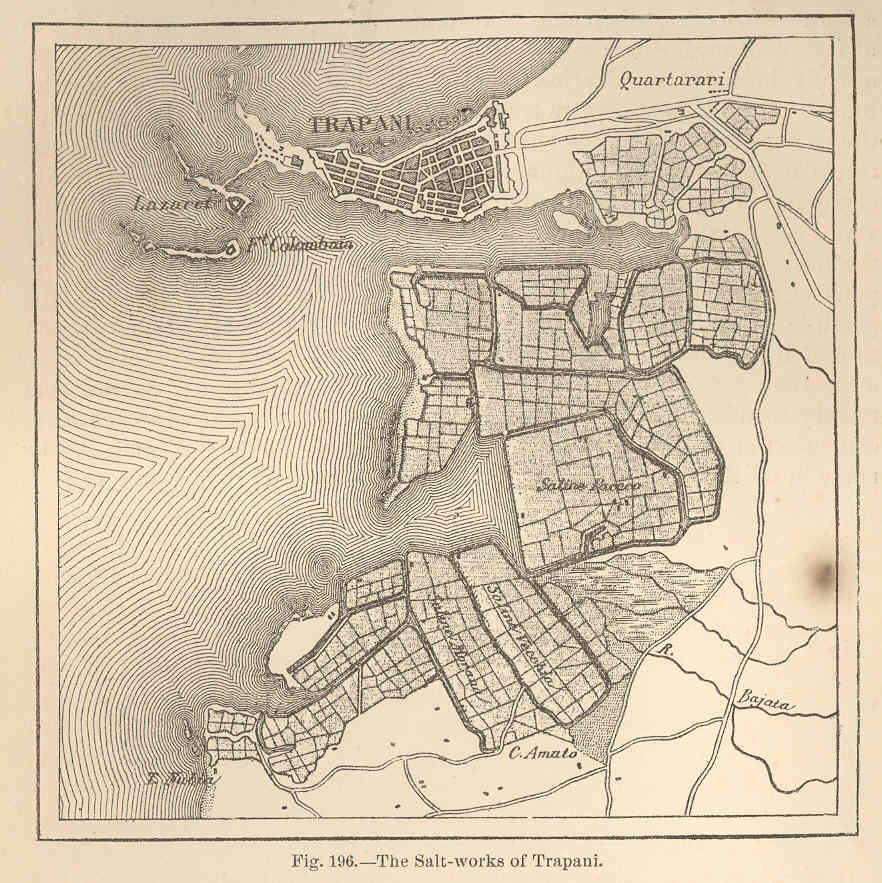
Karte der Salinen zwischen Trapani und Paceco von 1873

## Gefährdung
Die Salinen von Trapani und Paceco sind eine Kulturlandschaft, die von großen Salinenfeldern und Salzmarschen geprägt ist. Bereits in den 1950er Jahren wurde die Meersalzgewinnung eingestellt und die Salzmarschen verkamen vielerorts zur Müllhalde. Eine weitere Gefährdung sind die Ausdehnung der Städte sowie die Erweiterung des Hafens von Marsala.